# Ex commisso nobis

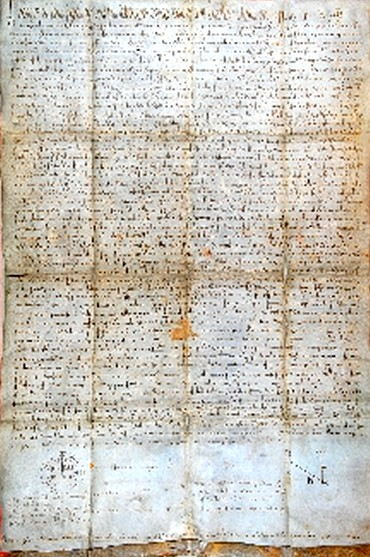
Bul van Gniezno (1136)

Ex Commisso Nobis (ook wel Bul van Gniezno) is een pauselijke bul, uitgevaardigd op 7 juli 1136 door paus Innocentius II, die de bevestiging was van de onafhankelijkheid van de Poolse kerk.
De Poolse bisdommen vielen onder het gezag van de aartsbisschop van Maagdenburg. Een verzoek tot de onafhankelijkheid van het aartsbisdom Gniezno werd in 1133 onder druk van keizer Lotharius III door paus Innocentius geweigerd. Deze weigering was een gevolg van een conflict tussen Lotharius en Bolesław III van Polen. Uit protest tegen de pauselijke beslissing wendden de Poolse bisschoppen zich tot de tegenpaus Anacletus II.
In augustus 1135 zwoer Bolesław III uiteindelijk  een eed van trouw aan Lotharius, onder betaling van schattingen (met terugwerkende kracht tot 12 jaar) en het afstaan van Voor-Pommeren als heerlijkheid. In ruil daarvoor verkreeg hij de erkenning van de onafhankelijkheid van het aartsbisdom Gniezo. Dit werd in de pauselijke bul Ex Commisso Nobis van 1136 bevestigd.
De Bul van Gniezno is het oudste document waarin enkele zinnen in het Pools zijn opgenomen. Gniezno is tot op vandaag de hoofdzetel van de Poolse rooms-katholieke Kerk.